# アメリカンファミリー・フィールド
アメリカンファミリー・フィールド（American Family Field）は、アメリカのウィスコンシン州ミルウォーキーにある野球場。MLBミルウォーキー・ブルワーズのホーム球場で、世界で4番目の天然芝の開閉式屋根付き野球場でもある。
球場名は、アメリカンファミリー保険が2021年から15年間の命名権契約を締結したことにちなむ。2001年から開場から20年間は、大手ビール会社のミラーが命名権契約を締結していたことから、ミラー・パーク（Miller Park）という名称だった。天然芝の美しさもさることながら、球場周辺も緑が豊かで「パーク（公園）の中のパーク（球場）」と言われている。

## フィールドの特徴
左右非対称のフィールドは「球団史上最高の選手」との呼び声高いロビン・ヨーントが設計。旧球場ミルウォーキー・カウンティ・スタジアムは左中間・右中間がそれぞれ392フィート（約119.5メートル）もあったが、ミラー・パークでは短くなっていて、「バッターの天国」と呼ばれている。
ホームチームは一塁側ベンチ、アウェーチームは三塁側ベンチを使用するが、ブルペンはホームチームは左翼側、アウェーチームは右翼側を使用する。

## 設備、アトラクション、演出
- 開閉式屋根：他の球場の開閉式屋根とは違い、ここの屋根は扇型をしている。
- バーニーズ・ダグアウト：ブルワーズの選手が本塁打を打つと、左翼スタンド後方で「Get Up , Get Up , Get Outta Here , Gone ! （打球が伸びる、伸びる、行ったー!）」という文字が点灯する。これは、ブルワーズ専属アナウンサーのボブ・ユッカーのお気に入りのフレーズでもある。続いて、その文字の下に設置されている滑り台を球団マスコットのバーニー・ブルワー（Bernie Brewer）が滑り降りる。

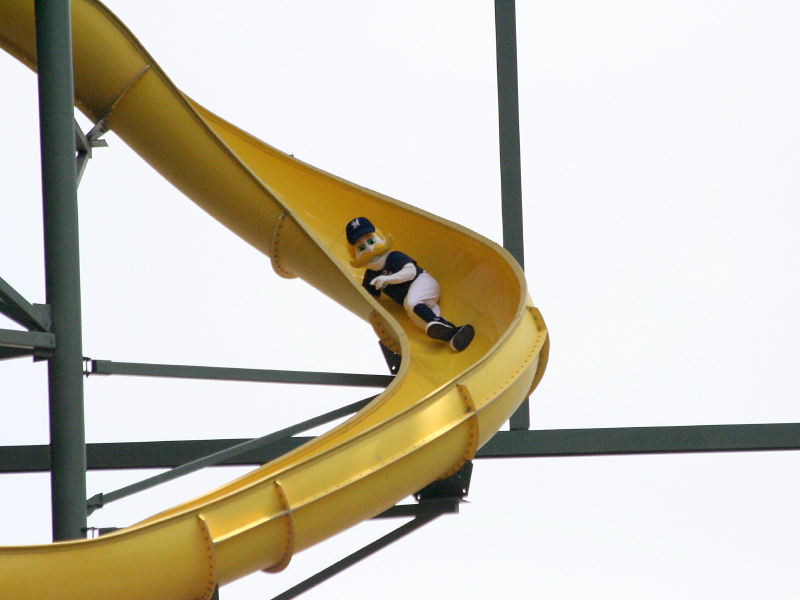
滑り台を滑り降りるバーニー・ブルワー。

- ソーセージ・レース：ソーセージのぬいぐるみを着た4人のランナーが競争し、観客が勝者を当てるというアトラクション。6回裏終了後に行われる。ミルウォーキーにドイツ系移民が多いことにちなんだもの。2000年には、当時デトロイト・タイガースに在籍していた野茂英雄が参加して話題になった。2003年には、ピッツバーグ・パイレーツのランドール・サイモンが、ソーセージのぬいぐるみを着てレースをする途中だったアルバイトの女性の後頭部を、いたずらのつもりでダグアウトからバットで叩いたところに彼女が転倒してしまったため、警察に暴力行為で逮捕されたこともあった。
- 開閉式屋根があるので、荒天で開催できなくなった他球団同士の試合が行われたこともある[3]。
- ホットドッグよりソーセージの販売が多い唯一の球場[3]。

## 主要な出来事
- 1999年7月14日、建設工事中に現場で高さ約175メートルの巨大クレーンが倒壊し、作業員3名が死亡するという事故が発生している（Big Blue crane collapse）。原因は、作業時の強風が十分に考慮されていなかったことによる。この事故のため、開場が予定より1年遅れ、2001年3月30日にずれ込んだ。建設中の死亡事故や完成後の雨漏り・屋根の不具合については、施工主の三菱重工に対し、巨額の損害賠償の支払いが命じられている。
- 2001年3月30日、ホワイトソックスとのオープン戦で開場。
- 2001年4月6日、MLB公式戦初開催（ブルワーズ 5 - 4 レッズ）。
- 2002年7月9日、オールスターゲーム開催（ナ 7 - 7 ア、延長11回）。控え選手がほぼいなくなったことなどから、試合の質が劣ってしまうことを考慮してコミッショナーの裁定により引き分けになった。
- 2008年9月14日・15日、テキサス州を直撃したハリケーン・アイクの影響でヒューストンでの試合開催が難しくなったため、ヒューストン・アストロズ対シカゴ・カブス戦2試合がミラー・パークで代替開催された。14日の試合で、カブスのカルロス・ザンブラーノがノーヒットノーランを達成。どちらの本拠地でもない中立地で達成されたのは史上初となる。
- 2017年9月15日-17日、フロリダ半島を直撃したハリケーン・イルマの影響で、マーリンズ・パークでの開催が予定されていたマイアミ・マーリンズ対ブルワーズ3連戦を、当球場でマーリンズの主催試合として行った[4]。

## ギャラリー

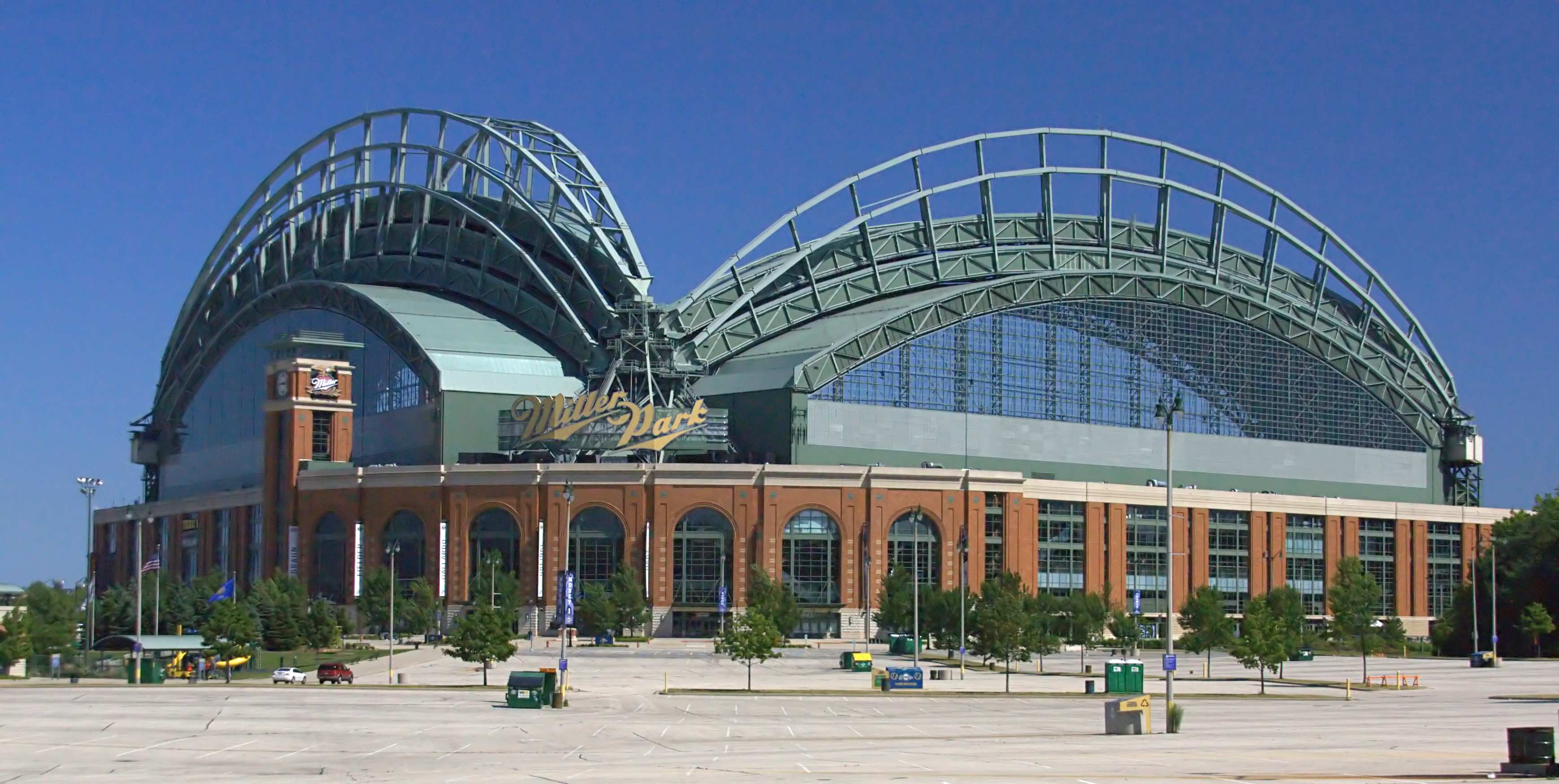
球場外観。
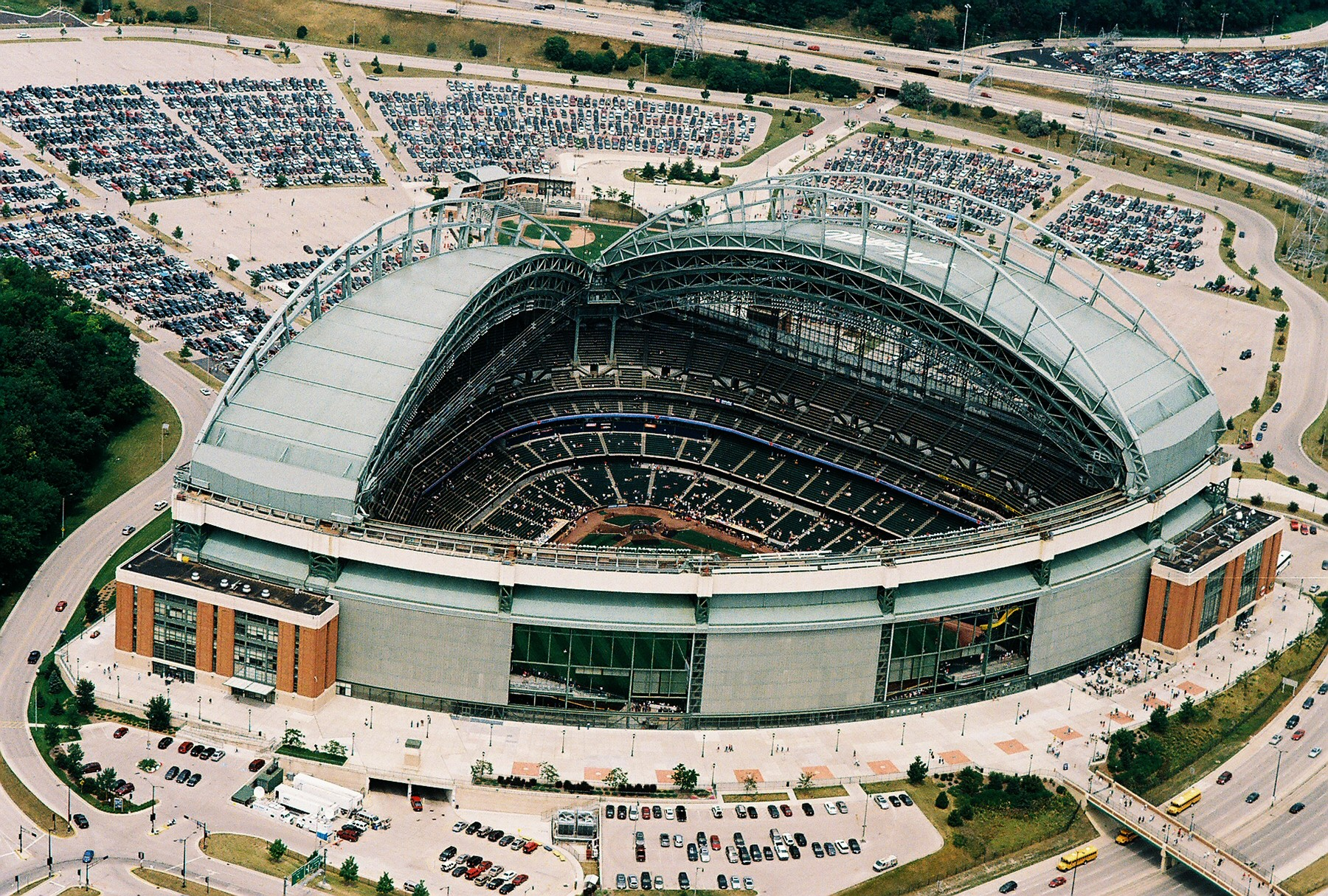
開閉式の屋根。
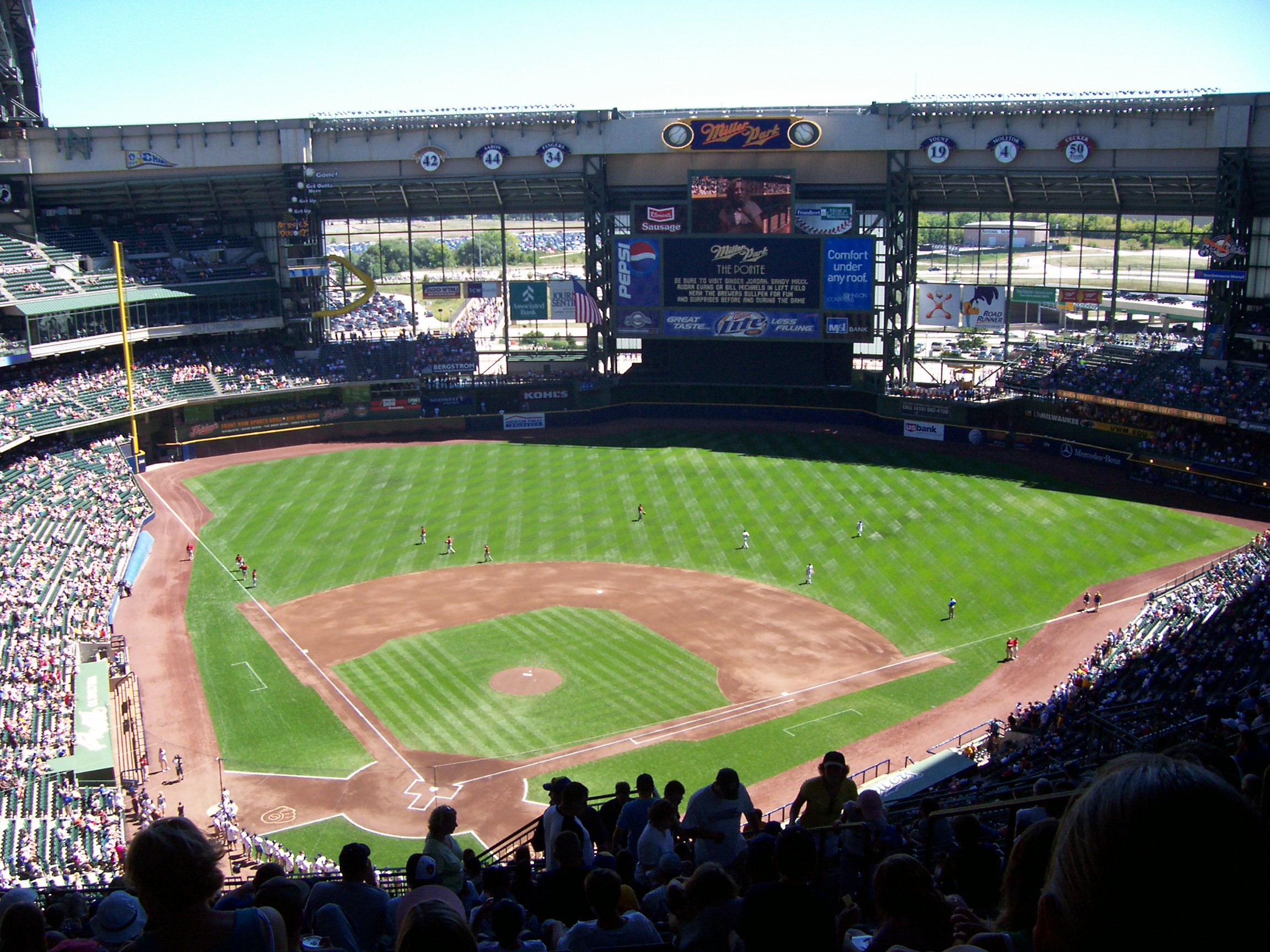
内野席上部からフィールドを見下ろす。
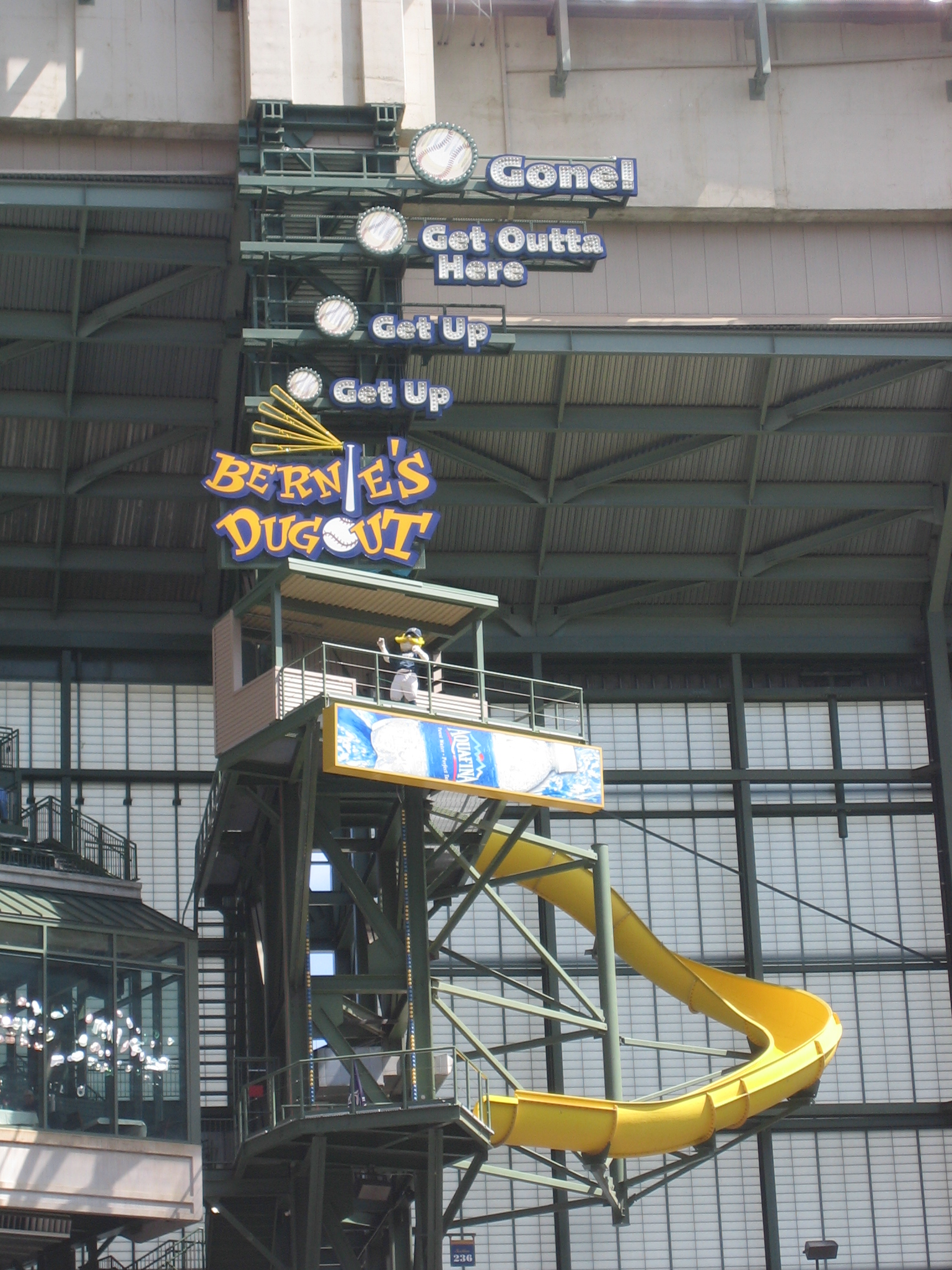
バーニーズ・ダグアウト。